# 10 Brygada Artylerii Polowej (austro-węgierska)
10 Brygada Artylerii Polowej (10. FABrig.) – brygada artylerii polowej cesarskiej i królewskiej Armii.

## Historia brygady
1 maja 1885 roku w Brnie została utworzona 10 Brygada Artylerii (niem. 10. Artillerie-Brigade). Brygada była podporządkowana komendantowi 10 Korpusu w Brnie, a w jej skład wchodził:
- 10. Morawsko-śląski Pułk Artylerii Korpuśnej w Ołomuńcu,
- 19. Ciężki Dywizjon w Brnie,
- 20. Ciężki Dywizjon w Ołomuńcu[1].

Komendant brygady był równocześnie brygadierem artylerii – organem pomocniczym komendanta 10 Korpusu.
W 1889 roku, w ramach przeprowadzonej zmiany podziału wojskowo-terytorialnego Monarchii, dokonano reorganizacji brygady. Reorganizacja polegała na tym, że:
- Komenda 10 Brygady Artylerii razem z Komendą 10 Korpusu została przeniesiona z Brna do Przemyśla,
- 10. Morawsko-śląski Pułk Artylerii Korpuśnej i 20. Ciężki Dywizjon w Ołomuńcu został włączony do 1 Brygady Artylerii w Krakowie,
- 19. Ciężki Dywizjon w Brnie został włączony do 2 Brygady Artylerii w Wiedniu,
- komendantowi 10 Brygady Artylerii podporządkowano 1. Galicyjski Pułk Artylerii Korpuśnej w Krakowie i 2. Ciężki Dywizjon w Przemyślu, które dotychczas wchodziły w skład 1 Brygady Artylerii oraz 3. Ciężki Dywizjon w Jarosławiu, który do tej pory należał do 2 Brygady Artylerii, a także Czeskie Bataliony Artylerii Fortecznej Nr 2 i 8 w Przemyślu oraz Dywizjon Taborów Nr 10 w Przemyślu należący do 3 Pułku Taborów w Pradze[3].

Komendant brygady był nadal organem pomocniczym komendanta 10 Korpusu.
Po przeprowadzonej reorganizacji w skład brygady wchodził:
- 1. Galicyjski Pułk Artylerii Korpuśnej w Krakowie,
- 2. Ciężki Dywizjon w Przemyślu,
- 3. Ciężki Dywizjon w Jarosławiu,
- Czeski Batalion Artylerii Fortecznej Nr 2 w Przemyślu,
- Czeski Batalion Artylerii Fortecznej Nr 8 w Przemyślu,
- Dywizjon Taborów Nr 10 w Przemyślu 3 Pułku Taborów[5].

W 1890 roku samodzielne ciężkie dywizjony zostały przemianowane odpowiednio na 2. i 3. Dywizjon.
1 stycznia 1891 roku oba bataliony artylerii fortecznej zostały złączone w 3. Czesko-galicyjski Pułk Artylerii Fortecznej, który podporządkowano komendantowi brygady. W tym samym roku 1. Galicyjski Pułk Artylerii Korpuśnej został przeniesiony z Krakowa do Przemyśla z wyjątkiem 1. Dywizjonu Artylerii Konnej, który nadal stacjonował w Jarosławiu.
1 stycznia 1892 roku ze składu 1. Galicyjskiego Pułku Artylerii Korpuśnej został wyłączony 38. Dywizjon w Przemyślu, usamodzielniony i podporządkowany komendantowi brygady.
W 1893 roku 3. Czesko-galicyjski Pułk Artylerii Fortecznej został wyłączony ze składu brygady i podporządkowany dyrektorowi artylerii fortecznej w Przemyślu.
Z dniem 1 stycznia 1894 roku została wprowadzona w życie kolejna reorganizacja artylerii, w ramach której:
- 10 Brygada Artylerii przejąła od 1. Pułku Artylerii Korpuśnej nazwę wyróżniającą „Galicyjska”,
- 1. Pułk Artylerii Korpuśnej został przemianowany na 10. Pułk Artylerii Korpuśnej,
- 2., 3. i 38. Dywizjony zostały rozwinięte odpowienio w 28., 29. i 30 Pułk Artylerii Dywizyjnej[11].

Skład 10 Galicyjskiej Brygady Artylerii po reorganizacji przedstawiał się następująco:
- 10. Pułk Artylerii Korpuśnej w Przemyślu,
- 28. Pułk Artylerii Dywizyjnej w Przemyślu,
- 29. Pułk Artylerii Dywizyjnej w Jarosławiu,
- 30. Pułk Artylerii Dywizyjnej w Przemyślu,
- Dywizjon Taborów Nr 10 w Przemyślu 3 Pułku Taborów[11].

Z dniem 6 kwietnia 1908 roku weszła w życie nowa organizacja artylerii, w ramach której:
- 10 Brygada Artylerii została przemianowana na 10 Brygadę Artylerii Polowej i pozbawiona dotychczasowej nazwy wyróżniającej,
- 10. Pułk Artylerii Korpuśnej został przemianowany na 10. Pułk Haubic Polowych,
- ze składu 10. Pułku Artylerii Korpuśnej został wyłączony dywizjon artylerii konnej i przekształcony w samodzielny oddział pod nazwą 10. Dywizjon Artylerii Konnej,
- 28., 29. i 30. Pułki Artylerii Dywizyjnej zostały przemianowane na 28., 29. i 30. Pułki Armat Polowych,
- w Przemyślu został utworzony 3. Dywizjon Ciężkich Haubic oraz Kadra 8. Dywizjonu Ciężkich Haubic[12].

Wymienione wyżej oddziały podlegały komendantowi 10 Brygady Artylerii Polowej pod względem wyszkolenia, natomiast pod względem taktycznym zostały podporządkowane komendantom wielkich jednostek piechoty i kawalerii:
- 29. i 30. Pułk Armat Polowych – 2 Dywizji Piechoty,
- 10. Pułk Haubic Polowych i 28. Pułk Armat Polowych oraz 3. Dywizjon Ciężkich Haubic i Kadra 8. Dywizjonu Ciężkich Haubic – 24 Dywizji Piechoty,
- 10. Dywizjon Artylerii Konnej – Dywizji Kawalerii Jarosław[13].

W 1910 roku został rozwiązany 3 Pułk Taborów, a wchodzący w jego skład Dywizjon Taborów Nr 10 w Przemyślu usamodzielniony i podporządkowany bezpośrednio komendantowi 10 Korpusu.
1 marca 1912 roku 3. Dywizjon Ciężkich Haubic w Przemyślu został przemianowany na 10. Dywizjon Ciężkich Haubic, a Kadra 8. Dywizjonu Ciężkich Haubic została zlikwidowana.
W latach 1912–1914 w skład brygady wchodził:
- Pułk Haubic Polowych Nr 10 w Przemyślu,
- Pułk Armat Polowych Nr 28 w Przemyślu,
- Pułk Armat Polowych Nr 29 w Jarosławiu,
- Pułk Armat Polowych Nr 30 w Przemyślu,
- Dywizjon Ciężkich Haubic Nr 10 w Przemyślu,
- Dywizjon Artylerii Konnej Nr 10 w Jarosławiu[16].

W sierpniu 1914 roku, w czasie mobilizacji sił zbrojnych Monarchii Austro-Węgierskiej, 10 Brygada Artylerii Polowej została zlikwidowana. Jednocześnie w 9 Korpusie została sformowana 10 Brygada Artylerii Polowej należąca do 10 Dywizji Piechoty. Z oddziałów dotychczasowej 10 Brygady Artylerii Polowej zostały sformowane dwie nowe: 2 Brygada Artylerii Polowej dla 2 Dywizji Piechoty i 24 Brygada Artylerii Polowej dla 24 Dywizji Piechoty .

## Komendanci brygady
- płk Sztabu Artylerii / GM Friedrich von Gehren (1885 – 1889 → komendant 1 Brygady Artylerii)
- płk Sztabu Artylerii Eduard Babouczek (1889[18] – 1890 → stan spoczynku)
- płk Sztabu Artylerii / GM Michael von Strommer (1890 – †4 IX 1894[19])
- płk Sztabu Artylerii / GM Wilhelm Haarmann (1894 – †4 II 1897[20])
- GM Ladislaus Cenna (1897 – 1901 → komendant 11 Brygady Artylerii)
- GM Bruno Kletler (1901 – 1905 → dyrektor artylerii w Innsbrucku)
- GM Georg von Dormus(inne języki) (1905 – 1907 → komendant Technicznej Akademii Wojskowej)
- GM Heinrich von Brilli (1907 – 1908 → urlopowany, 1 XII 1909 przeniesiony w stan spoczynku[21])
- płk / GM Ferdinand Oppitz (1908 – 1910)
- płk / GM Ludwig Kuchinka (1910 – 1 XI 1912 → stan spoczynku[22])
- płk / GM Karl von Seyferth de Uhlen (1912 – VIII 1914[23] → komendant 24 Brygady Artylerii Polowej)